# Canal de Lachine
Le canal de Lachine est un canal traversant la section sud-ouest de l'île de Montréal entre le lac Saint-Louis et le Vieux Port. Nommé d’après l’arrondissement de Lachine, il permet d’éviter les rapides du même nom sur le fleuve Saint-Laurent. Ouvert en 1825, agrandi deux fois au XIXe siècle, il a joué un rôle important dans le développement industriel du Canada et de Montréal. Il est fermé à la navigation commerciale depuis 1970, remplacé par la voie maritime du Saint-Laurent.
Le canal est désigné lieu historique national du Canada en 1929. Une piste multifonctionnelle longe ses berges depuis 1977 et après trente années d’inactivité il est rouvert à la navigation de plaisance en 2002.

## Histoire
Dès le XVIIe siècle, le gouvernement de la colonie française planifie un canal entre Ville-Marie et Lachine, dans la vallée de la rivière Saint-Pierre, afin de contourner le sault d'eau. Barrière naturelle à la navigation sur le Saint-Laurent, ce dernier avait empêché Jacques Cartier, déjà; d'explorer plus en amont le fleuve.
Les rapides empêchaient également la traite des fourrures. Les trappeurs devaient contourner l'obstacle en empruntant deux chemins de terre, de Montréal à Lachine, où le fleuve retrouve son cours navigable. Le premier chemin s'appelait Chemin de Lachine en bordure du fleuve, dans l'axe actuel de la rue Wellington et du boulevard LaSalle. La ferme Saint-Gabriel est érigée sur ce chemin. L'autre chemin s'appelait Chemin Saint-Joseph, dans l'axe actuel des rues Saint-Jacques, Notre-Dame et Upper Lachine, et longeait le coteau Saint-Pierre.

### Un siècle de tentatives

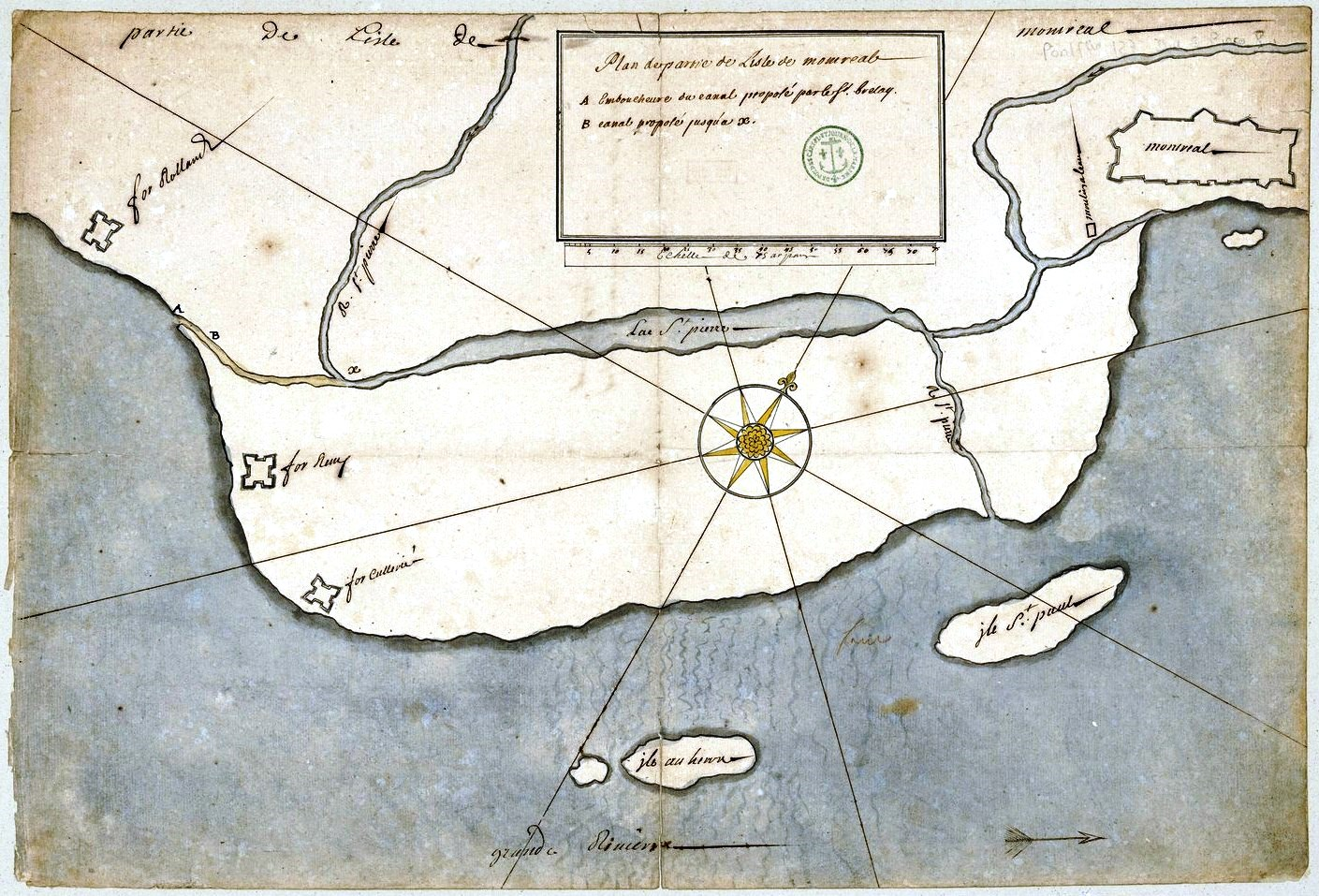
La localisation du lac à la Loutre.

L’organisation religieuse des sulpiciens de Montréal voulant installer des moulins à farine sur leurs terres, leur supérieur, François de Salignac Fénélon, a l’idée d'un canal pouvant fournir l’énergie pour faire tourner les meules et permettre de transporter du matériel en évitant les redoutables rapides. L’aménagement qu'il propose en 1680 au gouverneur de la colonie permettrait à des canots de remonter la rivière, vers le lac Saint-Louis, par un canal d'un mille de long entre Lachine et le petit lac Saint-Pierre (lac à la Loutre). Entre ce dernier et Ville-Marie la rivière Saint-Pierre devrait être aménagée en un canal de 3,6 mètres (12 pieds) de large et 0,46 m (18 pouces) de profondeur minimale et connectée à la Pointe-à-Callière. Le dragage de la rivière a lieu mais le soutien officiel se tarit avant que le reste des travaux ne se réalisent.
Quelques années plus tard François Dollier de Casson, ingénieur et successeur de Fénelon, relance le projet. En juin 1689, la construction recommence à l'ouest mais elle est arrêtée brusquement en août par une attaque amérindienne qui massacre la plupart des colons de Lachine. En 1697, le canal Saint-Gabriel relie finalement la rivière Saint-Pierre à la Pointe-à-Callière. En 1700, l’ingénieur Gédéon de Catalogne est engagé par les sulpiciens pour achever le travail rapidement en échange de 9 000 livres. Alors au trois quart achevé, le projet est de nouveau abandonné en février de l’année suivante par manque de fonds à la suite de la mort de Casson.
Le quart restant ne sera jamais complété par le régime français malgré les multiples tentatives de relancer le projet allant jusqu'à intéresser le roi de France, Louis XIV. Sous le régime Anglais, à la suite de l'invasion américaine de 1775, la nécessité pour les militaires britanniques de faciliter le transport des troupes sur le Saint-Laurent ravive l’idée mais, un siècle plus tard, un canal navigable n'existe toujours pas. Le vent nouveau de l'industrialisation et la détermination des marchands montréalais va changer les choses.

### Création du canal

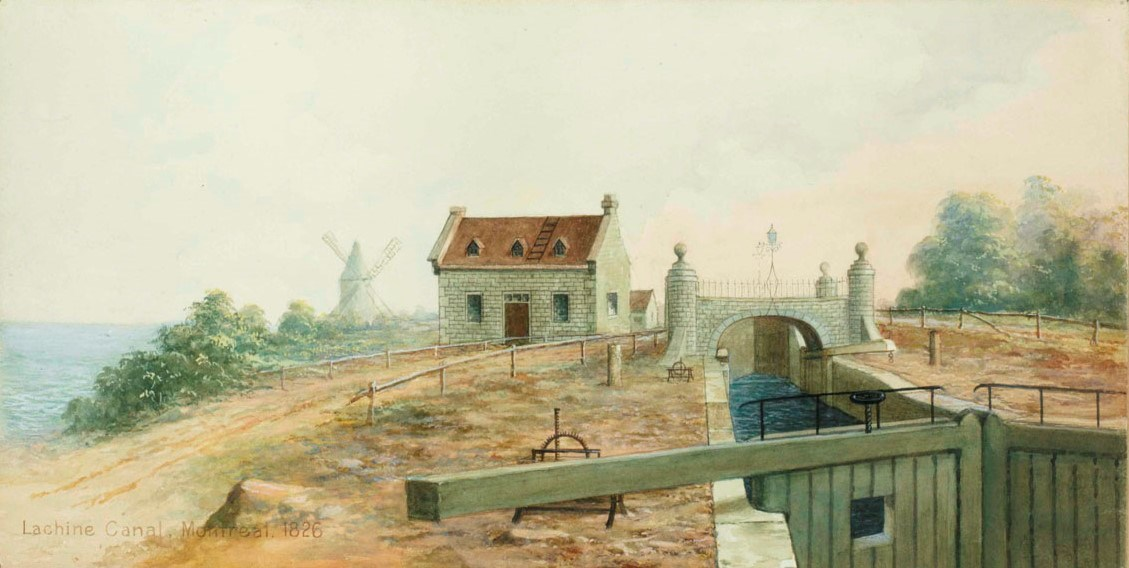
Le canal de Lachine, 1826.

Au début du XIXe siècle, les États-Unis, en pleine expansion vers l'ouest, entrent dans « l'âge des canaux ». Dès 1807, le projet de creusement d'un canal reliant les Grands Lacs au fleuve Hudson menace de détourner le commerce vers le seul port de New-York. En 1815, le gouvernement du Bas-Canada parraine une étude visant à réaliser le canal sur l’île de Montréal mais en reporte la mise en œuvre. Quatre ans plus tard, un groupe d'hommes d'affaires montréalais, soucieux d'attirer le trafic commercial dans leur ville, forment la Compagnie des propriétaires du canal de Lachine et s'approprient le projet. Ils en confient la réalisation à un consortium formé entre autres de la compagnie des immigrants écossais John Redpath et Thomas McKay. Cependant ils ne réussirent pas à réunir l'ensemble des capitaux privés nécessaires à l'entreprise et le gouvernement provincial vote la prise en charge du financement.

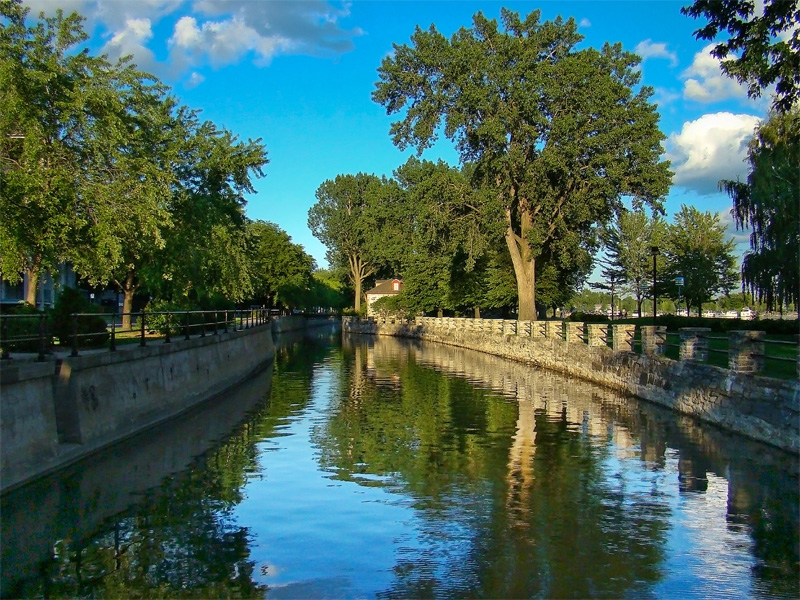
Section préservée du canal de 1825. Les murets datent de 1930.

Les travaux commencent le 17 juillet 1821 sous la supervision de l'ingénieur britannique Thomas Burnett et du cofondateur de la banque de Montréal, John Richardson. Comme ses concepteurs, les bâtisseurs du canal sont majoritairement des immigrants, en particulier des paysans irlandais à la recherche de travail puis fuyant la Grande Famine. Travaillant six jours par semaine du matin au soir, ils creusent en quatre années, à main d'homme, un canal de 14,6 mètres (48 pieds) de large et de 15,5 kilomètres de long suivant la route établie par les sulpiciens. Sept écluses de 100 pi (30 m) de longueur sur 20 pi (6 m) de largeur et profondes de 5 pi (1,5 m) permettent de franchir les 14 mètres de dénivellation entre le lac Saint-Louis et le port de Montréal. Le coût total du projet s'élève à 438 000 dollars dont 50 000 dollars sont défrayés par le gouvernement britannique à la condition que ses navires puissent emprunter le passage gratuitement. L'inauguration du canal de « La Chine » a lieu le 24 août 1824 mais il ne devient totalement navigable que l’année suivante.

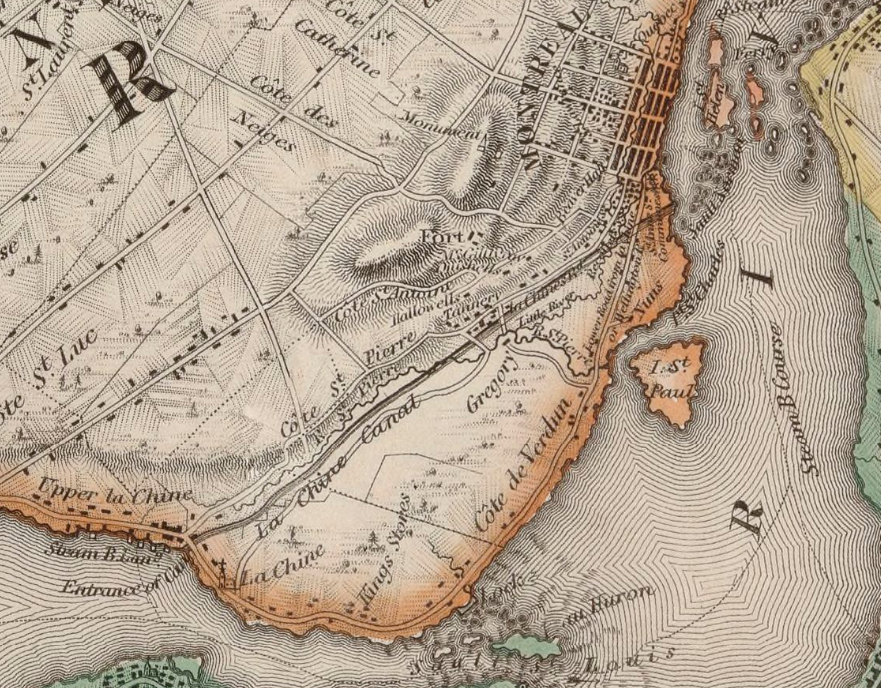
Carte topographique du canal, 1831.

Le canal permet le passage de petits voiliers à fond plat utilisés principalement pour le transit des marchandises. Ces « batteaux » et autres barges sont halés par des chevaux avançant au pas le long des berges. L'effet sur le transport est immédiat : en 1831, le tonnage de cargo vers l'ouest quadruple par rapport à 1824. La majorité des gabares naviguant vers l'est empruntent cependant toujours les rapides. Quinze ans après son inauguration, le nombre de navires utilisant le canal aura septuplé. Pourtant la concurrence espérée avec le canal Érié n'aura pas lieu : en 1850 le Saint-Laurent transportera moins de 10 % des exportations de blé nord-américaines.

### Premier élargissement
En 1833, une commission gouvernementale recommande qu'un gabarit uniforme d'écluses de 200 pieds (61 mètres) de long par 45 pi (13,5 m) de large et 9 pi (2,7 m) de fond soit implémentée pour améliorer la navigation sur le Saint-Laurent. Après l'union des Canadas en 1841 et l'établissement du premier conseil des travaux publics, le chantier de mise à la norme du canal de Lachine commence.

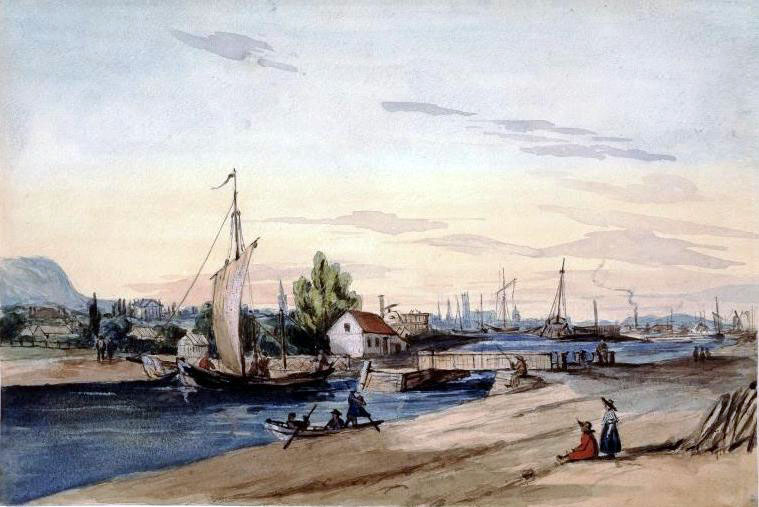
Le canal de Lachine, vers 1850.

Entre 1843 et 1848, sous la supervision d'Alfred Barrett, qui avait travaillé sur les canaux Erié et Welland, le canal est doublé en largeur (36,6 m;120 pi) et en profondeur et écourté d'un kilomètre et demi par l'abandon du tronçon longeant Lachine. L'entrée du canal est élargie pour capter davantage d'eau et une jetée de 1 417 mètres est aménagée pour protéger l'embouchure des courants et des glaces du lac Saint-Louis. Cinq écluses sont construites. Les deux écluses de Côte-Saint-Paul sont combinées en une seule et les trois écluses en escalier de l'entrée est du canal en deviennent deux et sont approfondies à 4,9 m (16 pi). Modifiés depuis, elles font toujours partie du système. Le coût de cet élargissement, 2 149 000 dollars, est en partie assuré par le gouvernement britannique dans le cadre d'une série de grands travaux commandés par le Bureau des Colonies.
Toutes ces améliorations ont un impact considérable. Entre 1848 et 1849 les marchandises transitant par le canal à destination de l'ouest passent de 23 908 à 41 392 t alors même que le nombre de bateaux diminue. Outre le trafic, cet élargissement a des conséquences importantes sur le développement de la ville et même du pays.

#### Développement d'une industrie

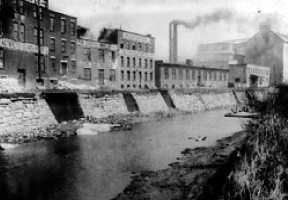
Les prises d'eau industrielles le long des berges.

Le canal élargi permet en premier lieu le développement d'industries exploitant la force de l'eau. Sur le modèle de la ville de Lowell, cette nouvelle source d'énergie est attribuée aux industries sous forme de « lots hydrauliques » avoisinant les endroits où le canal présente un dénivelé important. À proximité des écluses du port le dénivelé est de 7 mètres, aux écluses de Saint-Gabriel et Côte-Saint-Paul il est de 2,5 mètres. Le bassin numéro 2 en amont du port est le premier occupé, ses lots hydrauliques de 24 mètres de façade sont vendus aux enchères entre 1846 et 1851 principalement à des meuneries et à l'industrie du fer. À Saint-Gabriel les entreprises du bois, du fer et du blé obtiennent le monopole de l'énergie hydraulique et creusent un réseau complexe de prises d'eau de part et d'autre du canal afin d'en maximiser l'utilisation. Côte-Saint-Paul est la dernière développée. Le gouvernement y cède ses lots en 1953 à l'entrepreneur William Parkyn qui aménagera un parc industriel sur le site.
Le rôle d'aqueduc industriel que doit remplir le canal oblige les ingénieurs à améliorer ses prises d'eau. À Lachine l'écluse de 1825 est transformée en déversoir lors de l'élargissement puis un second déversoir est ajouté en 1854. Ils seront respectivement agrandis en 1870 et 1900 pour répondre aux besoins croissants de débit des usines.

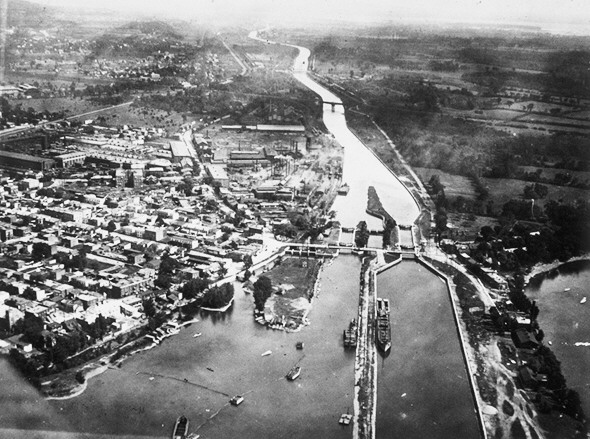
De gauche à droite. Le canal de 1825 avec un déversoir à la place de son écluse. L'écluse de 1848 (existe toujours). Le déversoir de 1900. L'écluse de 1884.

En 1871, les secteurs du bois du fer et de l'acier représentent 60 % de la production canadienne. Si cette zone industrielle, qui s’étend le long des berges du canal, est alors la plus importante du pays avec près de 800 compagnies, elle en est aussi la plus diverse avec plus de 600 industries, dont celles du cuir, du textile, du caoutchouc et du coton. Le développent industriel à l'ouest de la ville, permis aussi par une main d'œuvre immigrante bon marché, s'accompagne de l'émergence de quartiers ouvriers proches du canal comme Griffintown, Petite-Bourgogne, Saint-Henri et Pointe-Saint-Charles. Surpeuplés et insalubres ces quartiers « à l’ombre de la montagne » sont le lieu de plusieurs épidémies.

#### Développement d'un pays
Le canal élargi et ses nouvelles écluses permettent le transit de bateaux plus volumineux. En 1854, le premier dragage du Saint-Laurent ouvre le fleuve aux navires océaniques et permet à Montréal d'accaparer un trafic jusque-là réservé à la ville de Québec. À l'échelle du pays, le canal montréalais devient le premier maillon d'un réseau de canaux (Lachine, Beauharnois, Cornwall, Williamsburg et Welland) facilitant la navigation entre Québec et le lac Érié.
Le parachèvement de la ligne de chemin de fer du Grand Tronc en 1855 entre Montréal et Brockville entraîne une récession dans l'activité du canal mais rapidement un nouvel équilibre se crée. Le rail absorbe la majorité du trafic mixte mais les canaux conservent l'avantage pour le transport des matières en vrac et le trafic fluvial continue de croître inexorablement avec le développement du Midwest.

### Second élargissement

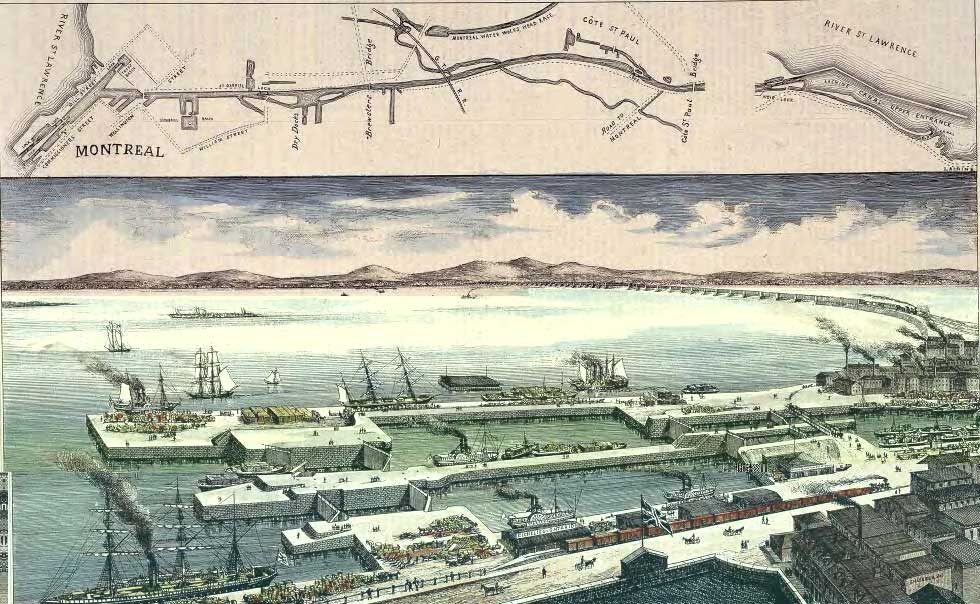
L’entrée est du canal à côté du port, 1877.

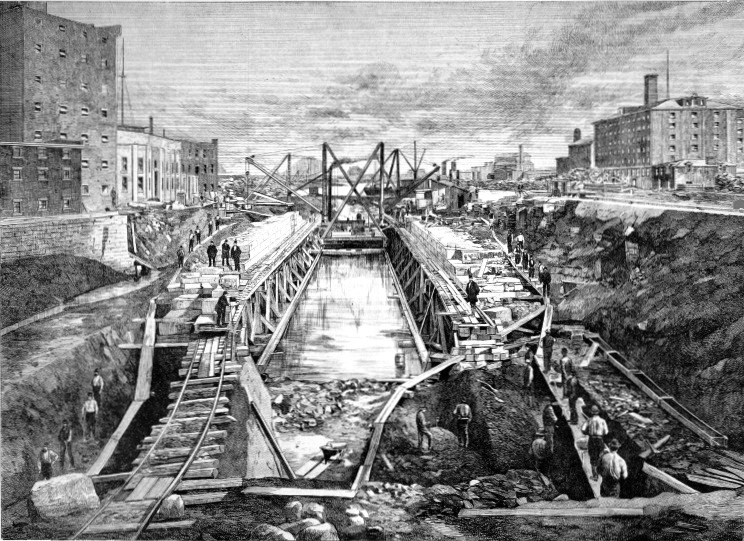
Élargissement de l’écluse Saint-Gabriel, 1877.

En 1872, le parlement de la jeune confédération canadienne, désirant développer les échanges inter-provinciaux, décide d'agrandir les canaux sur le Saint-Laurent.
En 1873, le canal de Lachine est le premier recreusé au tirant d'eau de 4,3 mètres et de nouvelles écluses longues de 82,3 mètres (270 pieds) sont construites parallèlement aux antérieures. Le canal dispose dès lors d'écluses doubles de largeur égale mais de longueurs et de tirant d'eau différents (4,3 et 2,7 mètres). Les écluses du port les plus anciennes sont les seules allongées par la suite. Le tout est complété en 1884 au coût de 6 500 000 dollars. Ce nouveau gabarit devient alors la norme pour les autres canaux du dominion,.
En 1879, l'industrie s'est ajoutée au négoce comme nouveau pilier de l'économie montréalaise. De 1880 à 1896, les usines s'étendent au-delà des sites hydrauliques puis, de 1896 à 1939, de grandes entreprises de chimie et de sidérurgie s'installent sur le secteur ouest du canal.
Passage obligé des navires en direction des grands centres industriels de Cleveland, Detroit, ou Chicago, le canal est emprunté, à son apogée juste avant la crise de 1929, par presque 15 000 navires par année et son industrie emploie près de 25 000 travailleurs.

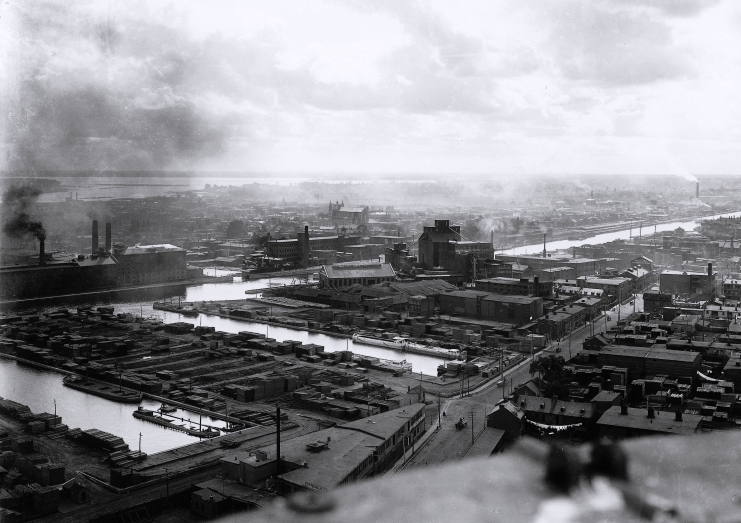
Bassins à proximité des écluses Saint-Gabriel, 1896.
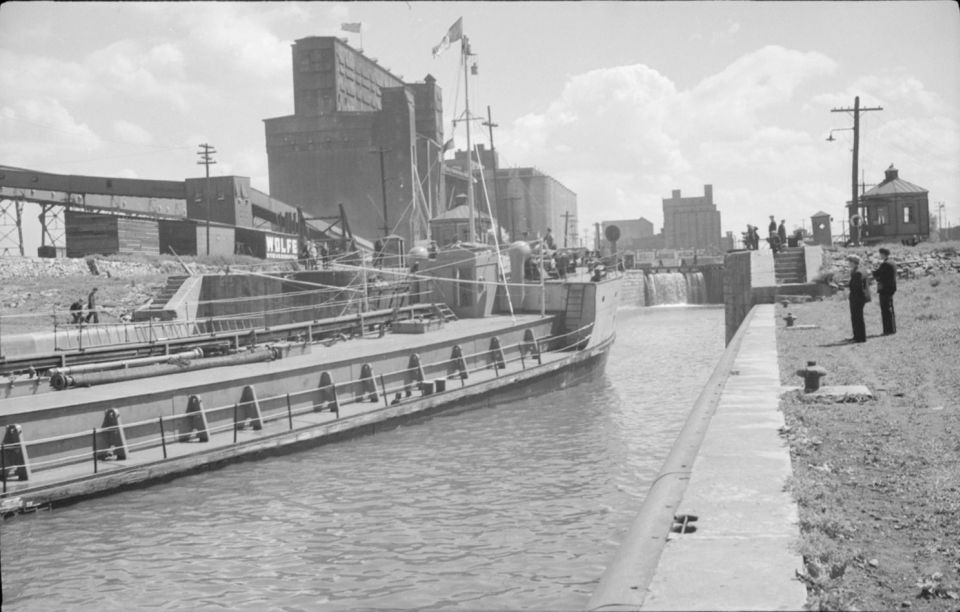
Bateau pénétrant dans le canal de Lachine, 1938.
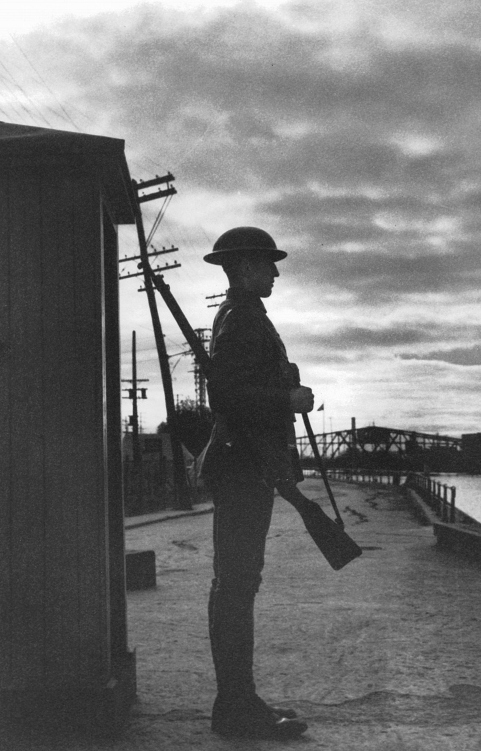
Un soldat gardant le canal, 1939.
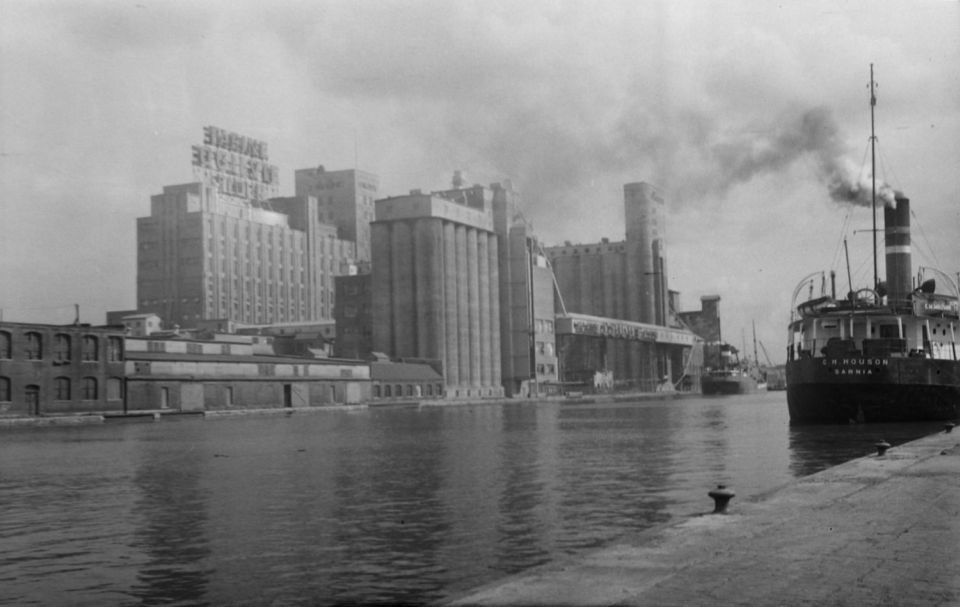
Les moulins de la farine Ogilvie sur les berges du canal Lachine, 1948.
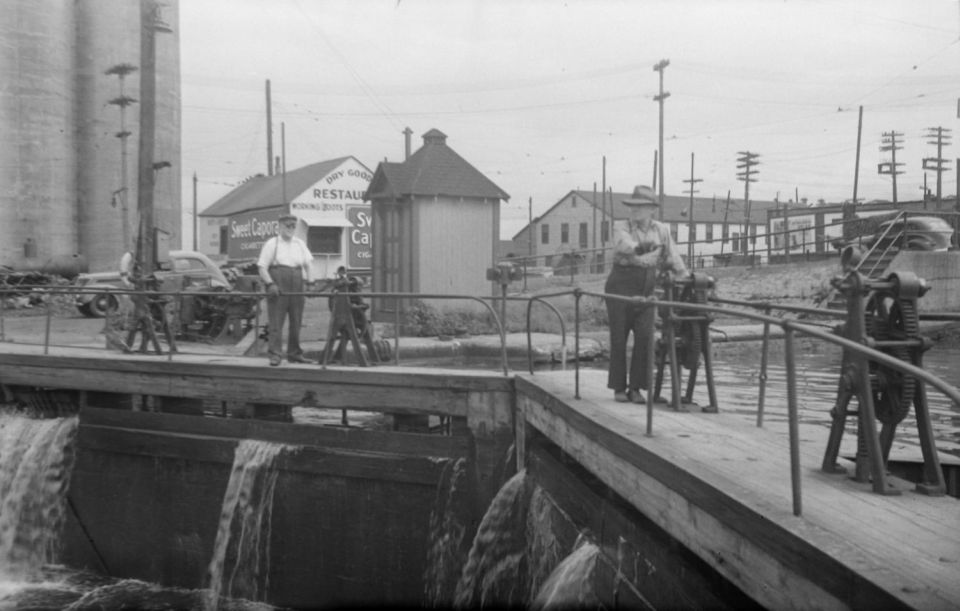
Ouverture des portes d'une écluse, 1948.

### Obsolescence

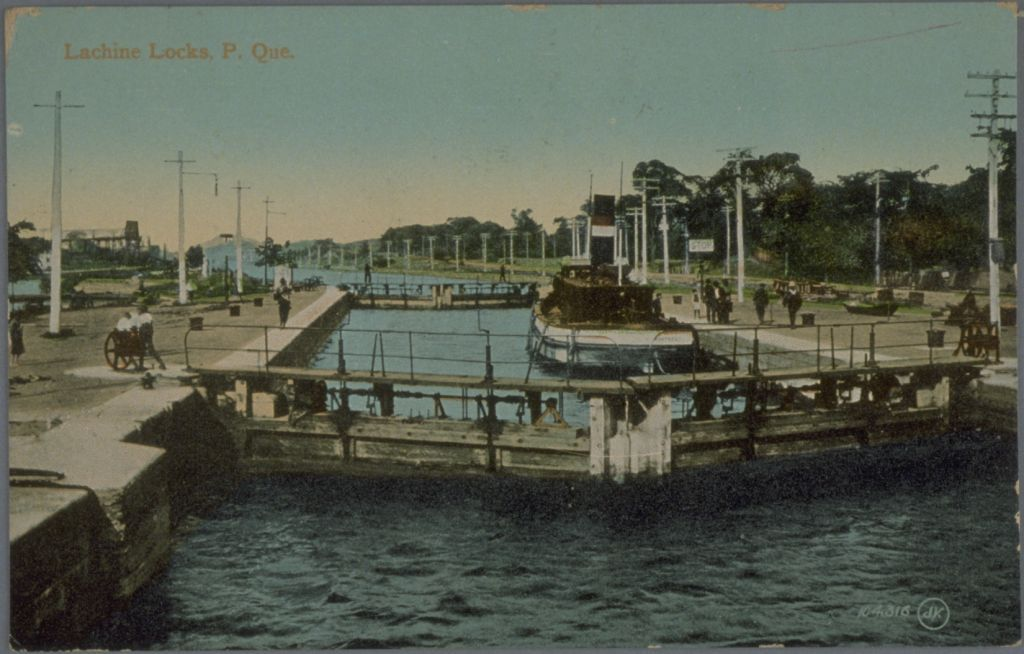
Écluses de Lachine, entre 1903-1920.

Dès 1921, les autorités concluent que le canal de Lachine, prisonnier de la dense zone industrielle qu'il avait engendrée, ne pouvait plus être élargi pour accommoder des bateaux de gabarits plus importants. Le canal continuera de fonctionner jusqu’à ce que l'ouverture de la voie maritime du Saint-Laurent en 1959 le rende obsolète. Son embouchure dans le vieux port est remblayée en 1967 puis il est complètement fermé à la navigation en novembre 1970.
La fermeture du canal et l'amélioration du transport routier déplacent les usines vers les banlieues et près de 20 000 ouvriers se retrouvent au chômage. Entre 1959 et 1973 le Sud-Ouest perd 38 % de ses emplois manufacturiers. Dans les années qui suivent les plus grandes usines ferment les unes après les autres, Northern Electric (1974), Redpath Sugar (1976), Stelco (1985) et le chômage y atteint 19,8% en 1986. La population des anciens quartiers ouvriers diminue presque de moitié, entre 1961 et 1991 elle passe de 120 000 à 66 000 habitants. Cependant toutes les industries n'ont pas disparu, certaines, comme les minoteries Robin Hood (auparavant Saint Lawrence Flour) et Farine Five Roses, sont toujours en activité dans leur vocation initiale.

### Reconversion et gentrification

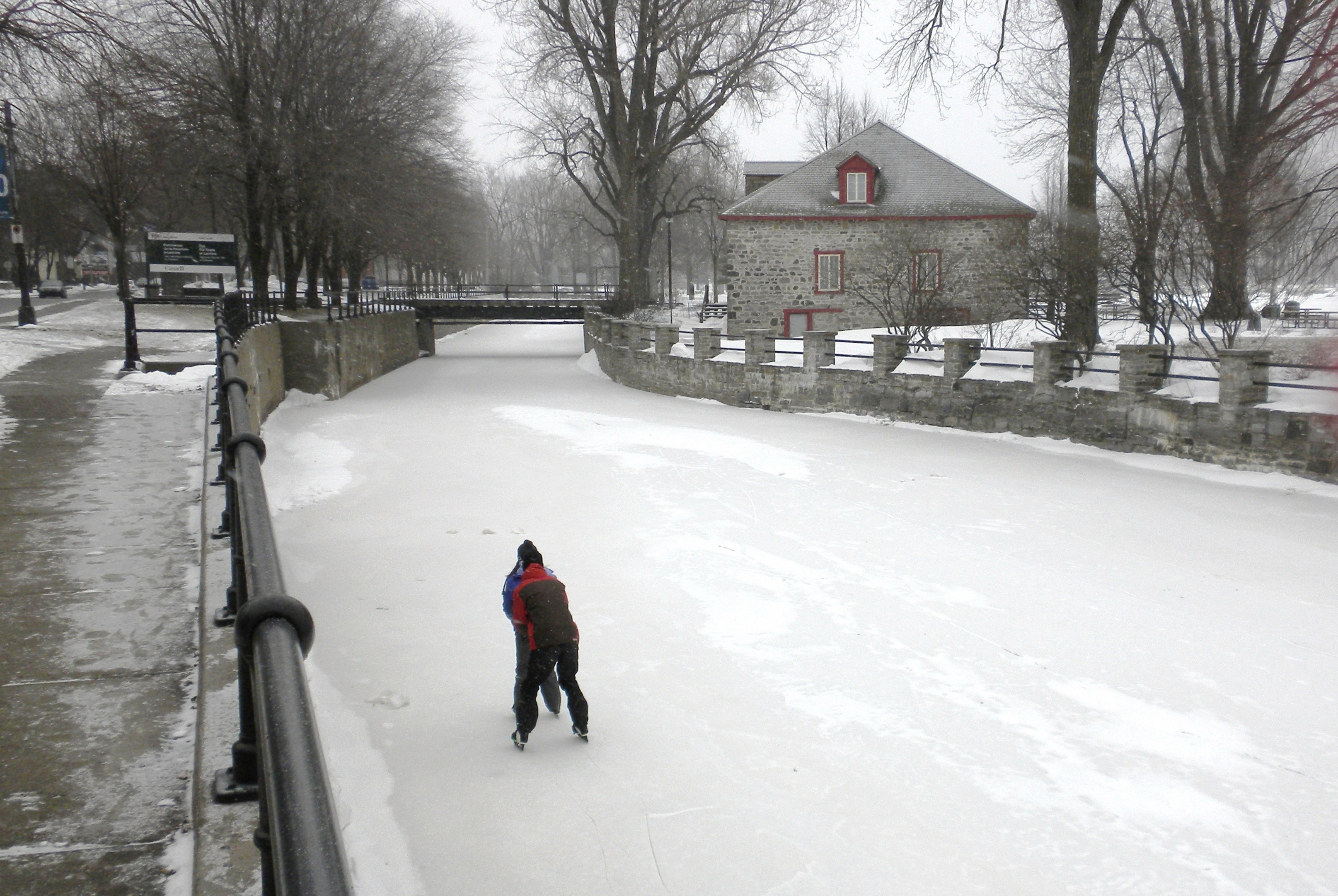
Patineurs sur le canal historique. À droite, le vieux hangar à Lachine.

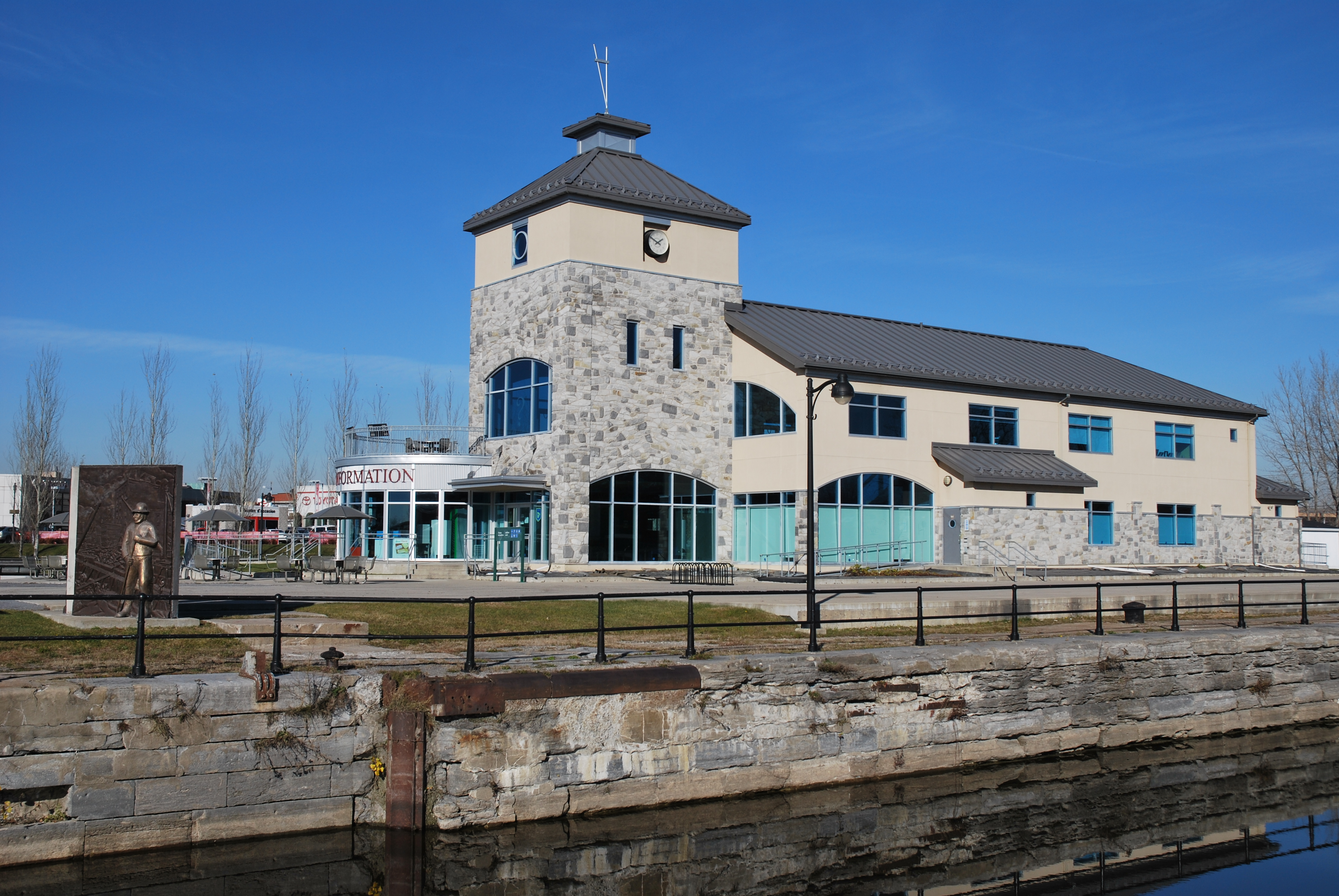
Centre des visiteurs à l'embouchure ouest du canal, Lachine.

Le ministère des Travaux publics du Canada réalise une première réhabilitation du canal de Lachine en y aménageant une piste cyclable dans le cadre du programme « Action 77 » (1977) sur le principe d'un parc urbain à caractère récréatif. En 2009, elle sera classée troisième par le magazine Time au palmarès des plus belles pistes cyclables. En 1978, le canal devient la propriété du gouvernement fédéral mais ce n'est qu'au début des années 1990 que la réhabilitation commence, avec le déblaiement des écluses 1 et 2. Le Parc des Écluses à l'embouchure du canal est inauguré en 1992 avec le « Nouveau Vieux-Port de Montréal ».
Le canal de Lachine est désigné lieu historique national depuis 1929. En 1997, l'ensemble du complexe manufacturier du canal est classé et des fonds sont débloqués pour sa préservation. Entre 2000 et 2002 le canal est restauré sur toute sa longueur par Parcs Canada et rouvre à la navigation de plaisance. La plupart des bâtiments industriels qui le longent ont néanmoins été détruits depuis ou convertis en espace commercial et résidentiel. Les quartiers périphériques, comme Griffintown, connaissent ainsi une renaissance, avec de nouveaux logements mis en chantier de manière ininterrompue depuis 2005.
Désormais les rives du canal Lachine de l'ère post-industrielle sont devenues synonyme de gentrification. Les lofts Redpath, aménagés en 2004 dans les bâtiments de la Sucrerie Redpath datant de 1854, en sont un exemple.

## Administration
Depuis 1978, le canal de Lachine est propriété du gouvernement fédéral (Parcs Canada) et est connu sous l'appellation de « Lieu historique national du Canal-de-Lachine ».
Ouvert à la navigation de plaisance, le canal de Lachine est devenu un lieu propice aux activités sportives. Le tirant d'eau disponible tout au long du canal est de 6 pieds (1,8 m) alors que le tirant d'air (hauteur libre) est de 8 pieds (2,4 m).

## Écluses et bassins

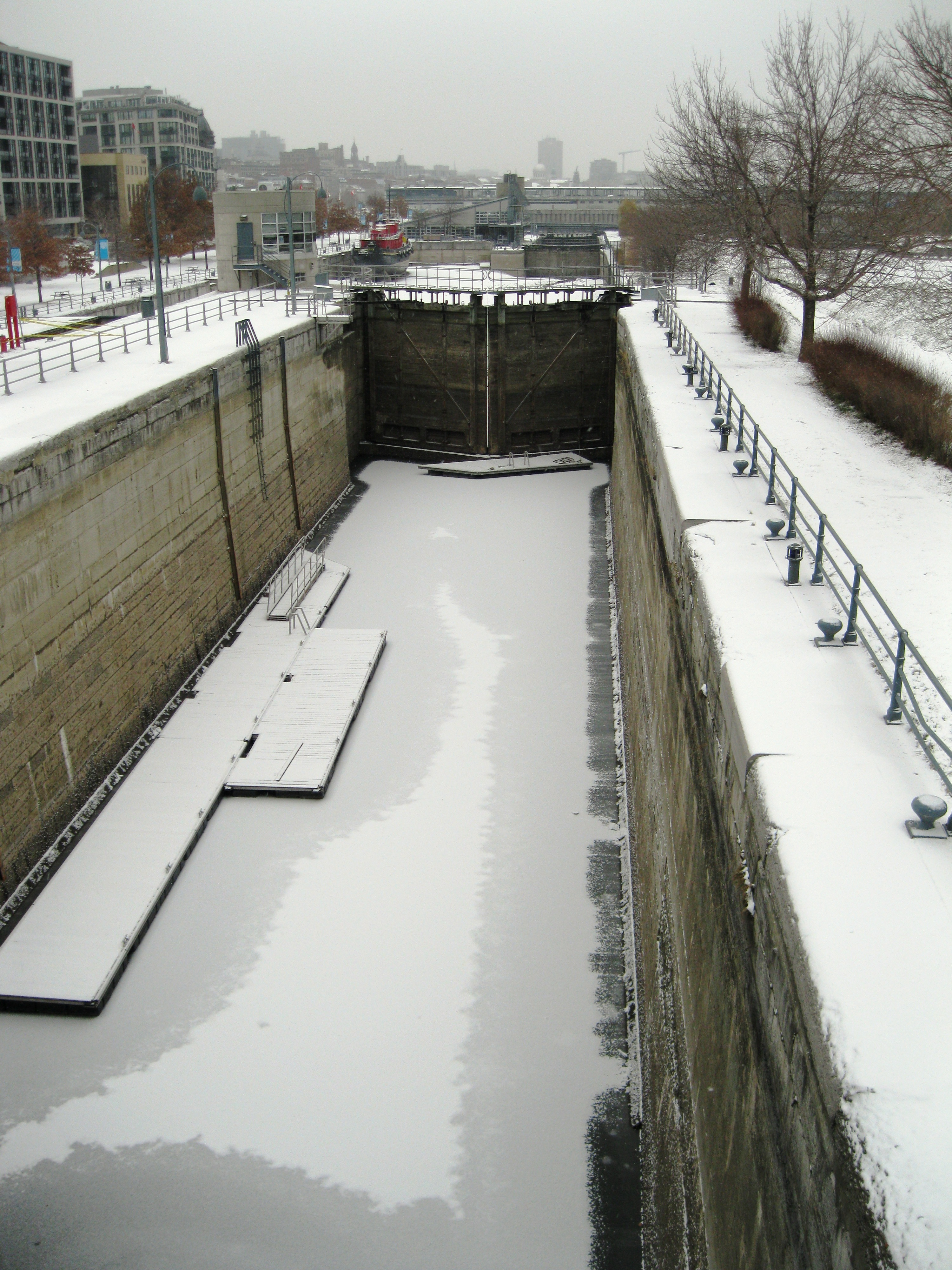
Écluse no 2 au premier plan, no 1 au second.

Les 14 mètres de dénivelé entre les embouchures du canal sont franchis par cinq écluses de bief croissant.
| Écluse | Localisation    | Longueur (m) | Dénivelé (m) | Bief (km) |
| ------ | --------------- | ------------ | ------------ | --------- |
| no 1   | Vieux-Port      | 82,3         | 3,95         | 0,2       |
| no 2   | Vieux-Port      | 82,3         | 4,11         | 1,7       |
| no 3   | Saint-Gabriel   | 82,3         | 2,75         | 2,9       |
| no 4   | Cote-Saint-Paul | 82,3         | 2,82         | 7,3       |
| no 5   | Lachine         | 61           | 0,45         |           |

### Écluses du Vieux-Port
Les écluses no 1 et 2 du vieux-Port de Montréal ne sont séparées que par un bief de 200 mètres nommé bassin no 1. Remblayées de 1967 à 1992 elles font depuis partie du parc des Écluses. La paire d’écluses la plus à l'est n'est plus en service que comme déversoir, deux de ses quatre portes ont été conservées à cet effet.
Un remorqueur des Grands-Lacs de 1907, le Daniel McAllister, en service dans le port de Montréal de 1967 aux années 1980, est amarré en permanence dans le bassin no 1.

### Bassins Peel-Wellington

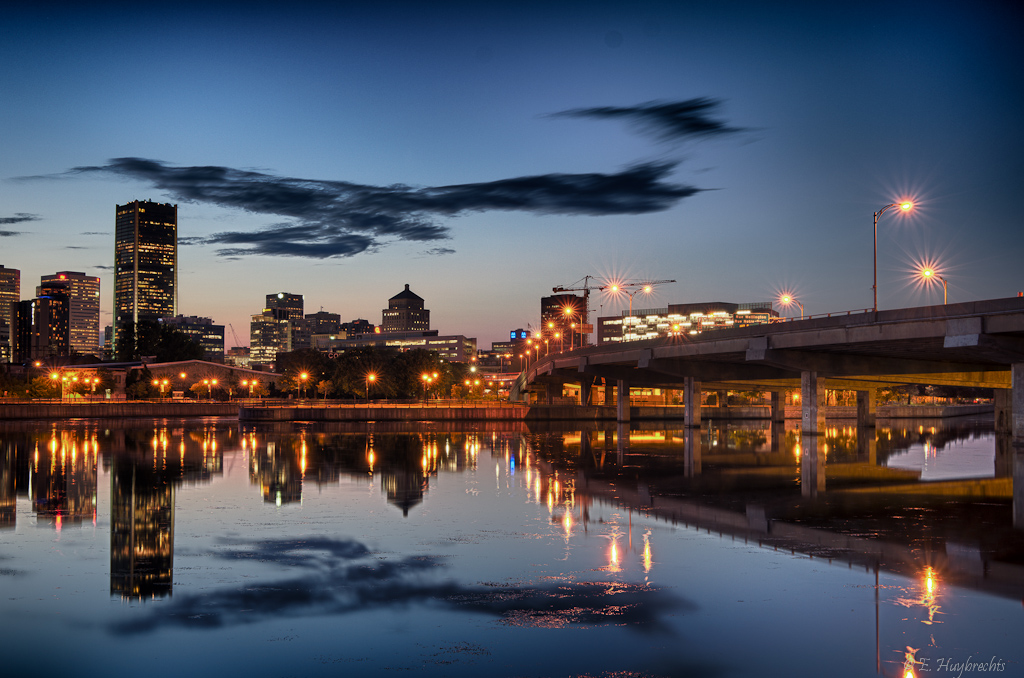
Bassins Peel et l'autoroute.

Quelque 300 mètres en amont de l’écluse no 2 le canal bifurque vers le sud-ouest, à cet endroit il s’élargit en un bassin principal traversé par l'autoroute Bonaventure. Ce havre forme un triangle dont deux sommets sont reliés au canal et le troisième à un déversoir. Ses flancs nord et sud sont percés respectivement des deux bassins Peel et du bassin Wellington. Sa profondeur de 6 mètres, permettant aux navires océaniques d'y pénétrer, en faisait « le terminus de Montréal ».
Les bassins de la rue Peel, déblayés au début des années 2000, étaient appelés « bassins à farine ». Construits avec la première extension du canal ces deux bassins de 33 mètres de large servaient au transbordement du grain et de la farine destinés à l'export.
Le large bassin Wellington, construit en 1883 et aujourd'hui partiellement remblayé, s'étendait sur 381 mètres jusque l'actuelle rue homonyme. Cet emplacement, à proximité immédiate des gares de triage et ateliers du Canadien National, en faisait le point de transfert intermodal. Ses quais servaient au déchargement du charbon, seconde cargaison en importance transbordée au canal après le blé.
Le déversoir no 2, construit en 1917 et rénové en 2008, permet d’évacuer le trop-plein d'eau du canal vers le bassin de la Pointe-du-Moulin-à-Vent (Windmill-Point) du port de Montréal. À côté était située la cale sèche Tate.

### Écluse Saint-Gabriel
L’écluse la plus au sud a été remplacée par un déversoir suivi d'un seuil fixe. Accolé à l’écluse nord, le parc Archéologique de la Pointe-des-Seigneurs préserve les fondations de l'un des premiers pôles industriels en Amérique du Nord.
Immédiatement en aval de l’écluse sont encore visibles de nos jours : sur la berge nord, un canal de fuite oblique qui ramenait au canal l'eau dérivée vers les usines ; sur la berge sud, un autre canal de fuite converti en marina. Plus bas quatre bassins réservés à la navigation intérieure s'avançaient dans la rive nord perpendiculairement au canal; il n'en reste que leurs entrées. Les emplacements des bassins no 3 et 4 ont été intégrés à des aménagements paysagés.

### Écluse Côte-Saint-Paul

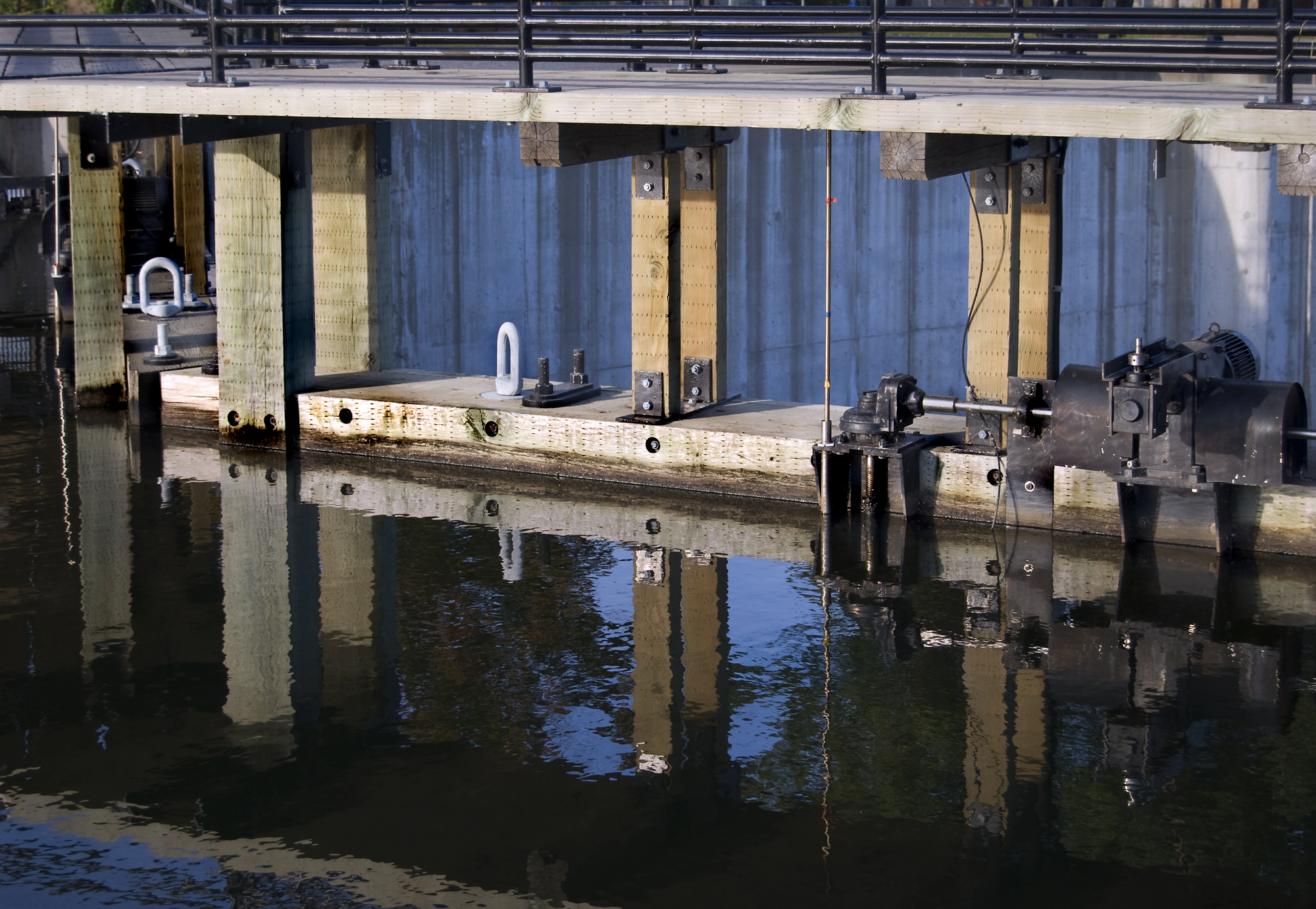
Écluse no 5.

L’écluse no 4 est de configuration identique à l’écluse Saint-Gabriel. Une petite centrale hydroélectrique, construite en 1904, subvenait aux besoins du canal.

### Écluse Lachine
L’écluse Lachine, la plus petite des cinq, est la seule du premier élargissement. Elle définit donc le gabarit actuel du canal avec pour dimensions utiles 48,7 par 11 mètres.
L’écluse de 200 pieds (± 61m) de long (1848) a été entièrement restaurée en 1999 mais celle de 270 pi (1884), plus au sud, a été transformée en prise d'eau. Entre ces dernières un centre d'information s’élève sur ce qui fut, entre 1854 et 1970, un déversoir supplémentaire.
Le tronçon le plus à l'ouest du premier canal, ouvert en 1825 et abandonné en 1848, existe toujours, il se déploie le long de la rive (boulevard Saint-Joseph) et prend fin à son déversoir aujourd'hui comblé au nord de l’écluse. Une presqu’île s'étendant à l'ouest, séparant l'embouchure du canal du lac Saint-Louis, abrite aujourd'hui le parc René-Lévesque.

## Passages

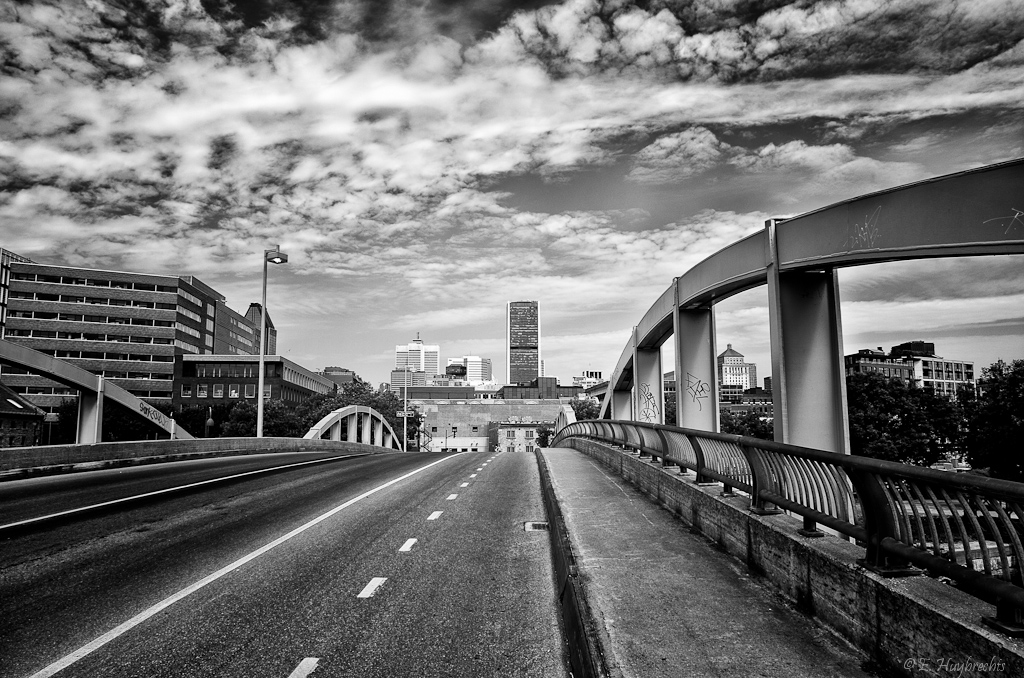
Sur le pont de la rue Mill.

Le canal est traversé de nombreux passages pour piétons et vélos ou pour la circulation automobile et ferroviaire.

### Ponts

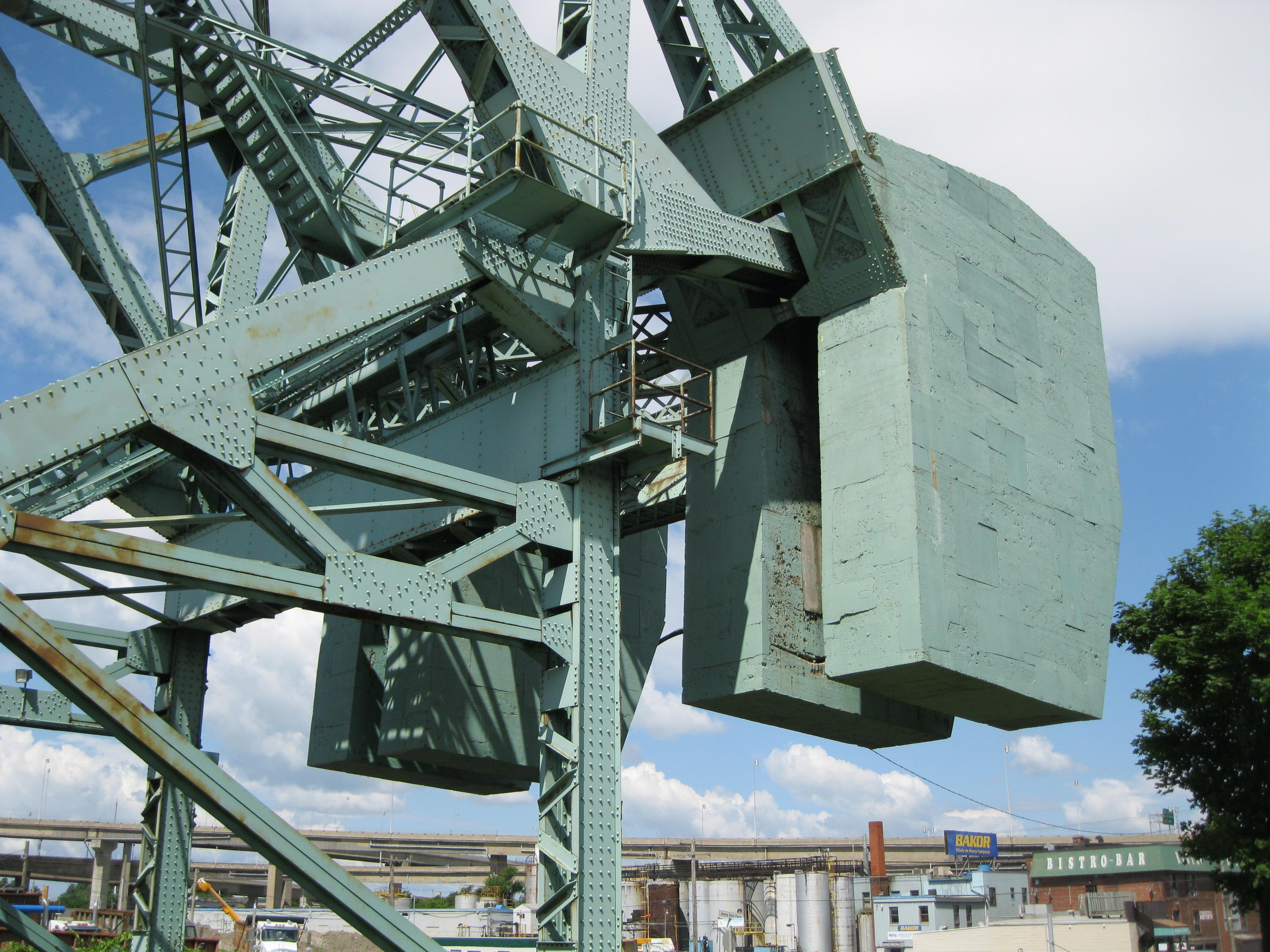
Contrepoids du pont Gauron.

Le développement du chemin de fer à Montréal et notamment la présence des ateliers du Grand Tronc à Pointe-Saint-Charles ont nécessité la construction de ponts ferroviaires. Le premier du genre est le pont Saint-Henri en 1855, le second est le pont routier et ferroviaire Wellington vers 1870, le troisième et dernier est le pont tournant Rockfield du Canadien Pacifique, ouvert en 1885. Le pont Wellington est suppléé en 1912 par un pont tournant parallèle (pont du Port) puis remplacé en 1943 par le pont levant actuel du même nom devenu fixe en 1966.
Le pont à bascule Gauron à Saint-Pierre est à son ouverture en 1913 le plus imposant du genre. Son contrepoids de 725 tonnes permet à deux moteurs électriques de lever son tablier de 50 mètres à la verticale en trois minutes. Un second pont levant, nommé Lafleur, est construit à côté en 1959. Fait remarquable : côte à côte, ces deux ponts illustrent parfaitement les techniques différentes des deux principaux types de ponts à bascule Scherzer et Strauss largement construits en Amérique du nord et ailleurs dans le monde.

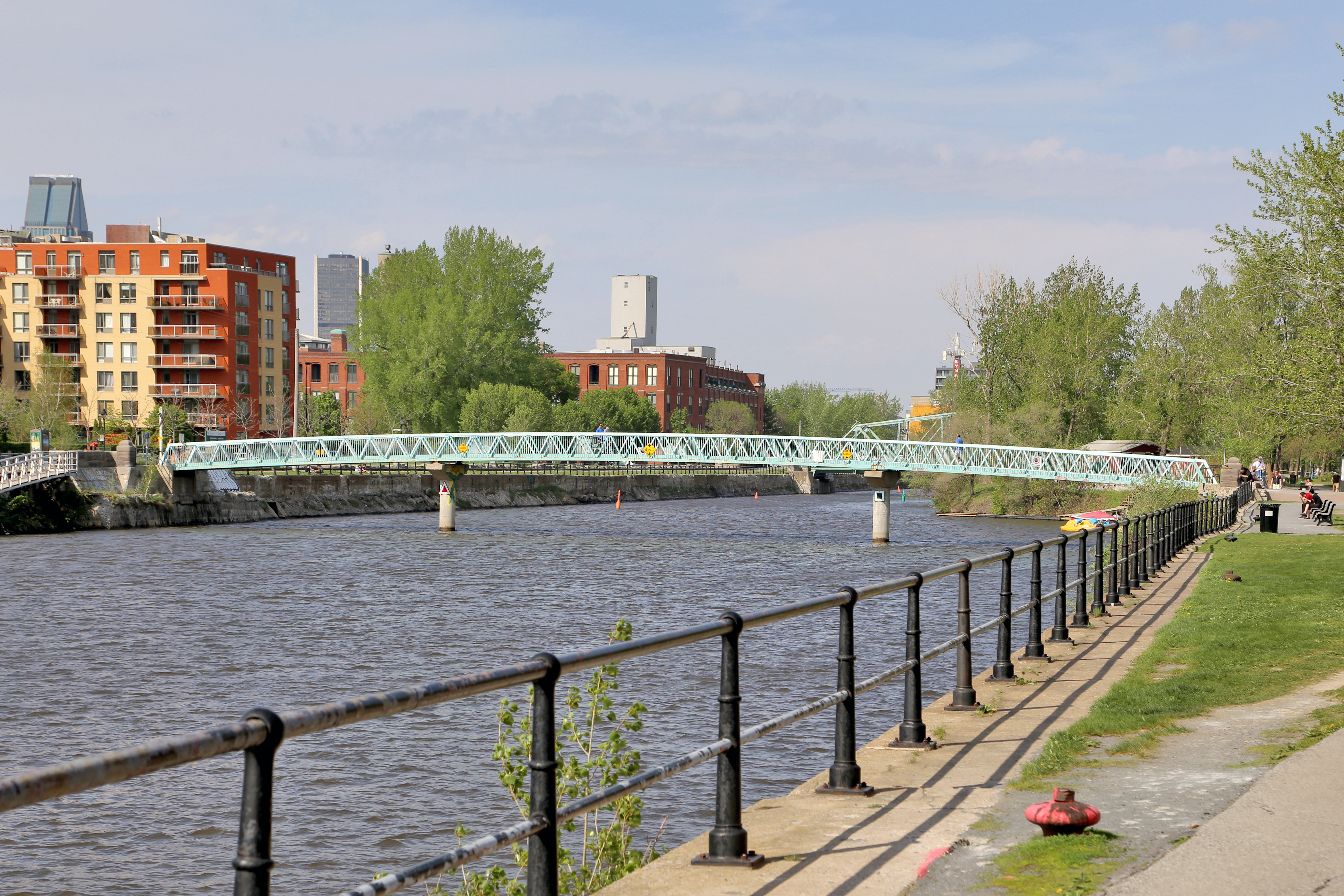
Pont Atwater franchissant le canal.

Le pont piétonnier qui traverse le canal au niveau de l'avenue Atwater a été construit à l'emplacement du pont Atwater. Ce pont routier tournant, construit en 1905 par la Dominion Bridge Company a été démonté en 1954 et remplacé par un tunnel pour améliorer la fluidité du trafic automobile. Trois ponts tournants existent toujours mais ne sont plus utilisés.
Le nouveau pont Wellington a été construit au milieu des années 90 pour prendre la relève du tunnel Wellington qui limitait excessivement le gabarit vertical (3,85 m), ceci au détriment des activités commerciales du quartier Sud-Ouest. Ce tunnel est fermé depuis 2017. Son entrée sud a été remblayée pour permettre la construction du REM tandis que son entrée nord, toujours visible, a été clôturée. Il a servi à de nombreuses reprises dans les années 2000 pour des tournages de film, les cinéastes appréciant ce milieu aux allures mystérieuses. Il est à noter que ce tunnel avait remplacé lui-même un ancien pont mobile car le trafic routier des années 30 devenait de plus en plus pénalisé par les mouvements du pont nécessaires lors du passage des navires.
Le nouveau pont Monk quant à lui fut inauguré en 2002 et a remplacé dans les faits le pont de la Côte Saint-Paul qui est devenu un pont piétonnier. Le pont Monk, pont en arc, remporta un prix de l'Association canadienne de la construction en acier. La conception et la construction des ponts Wellington et Monk fut sous la gérance de la Division ponts et tunnels de la Ville de Montréal.
Trois viaduc autoroutiers enjambent le canal depuis 1967, l'autoroute Bonaventure, les bretelles de l'autoroute 15 de l’échangeur Turcot et la route 138 de l’échangeur Saint-Pierre. La reconstruction de Turcot va remplacer le viaduc actuel par un pont à haubans d'ici 2019.
Avec le projet de métro léger REM, un nouveau pont pourrait passer d'ici 2021 à proximité du bassin Peel et une station éponyme y être aménagée.

### Tunnels

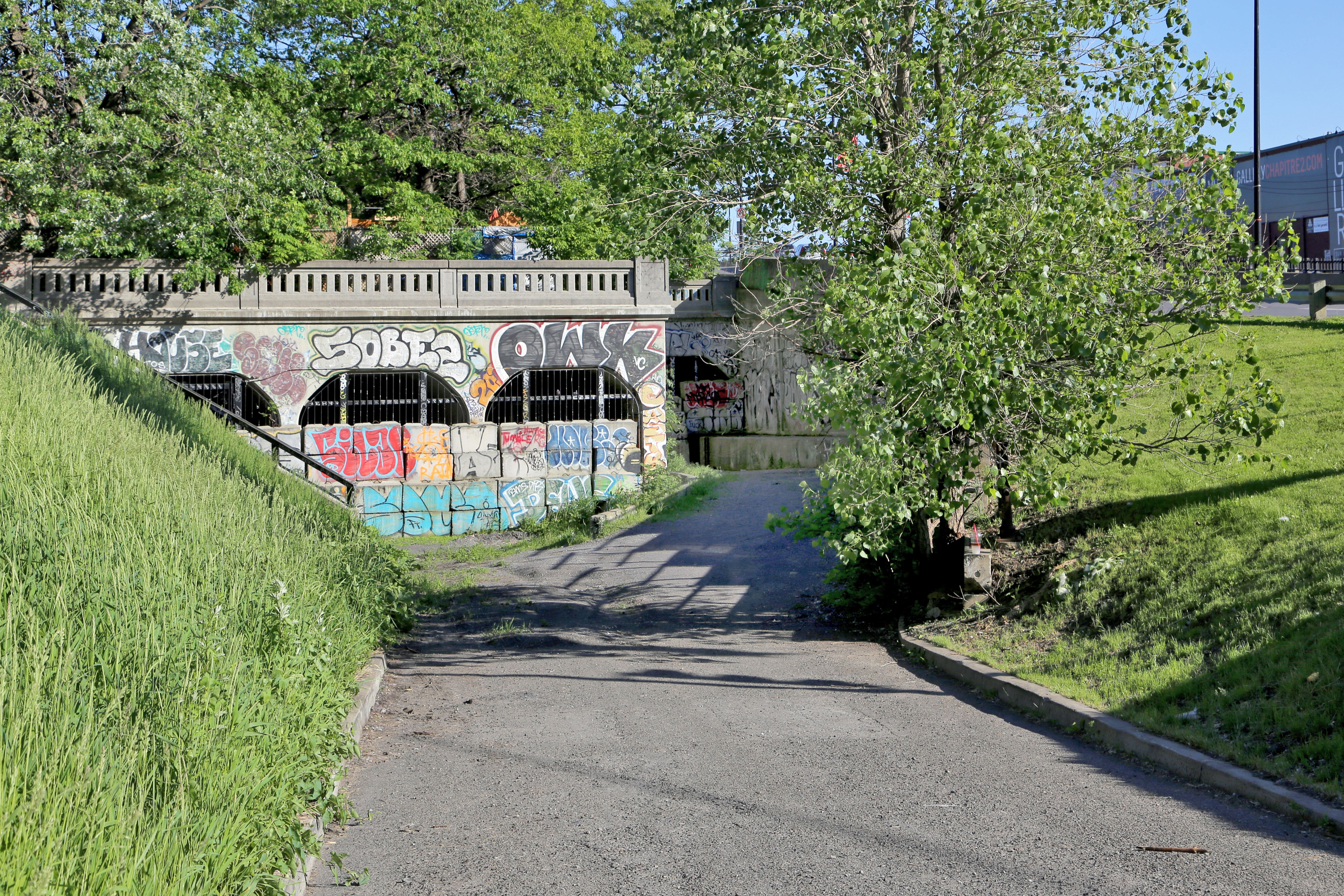
Tunnel Wellington, abandonné, 2017.

Le premier passage sous-fluvial, le tunnel Wellington, n'ouvrit qu'en 1935 car avant cette date les autorités voulaient conserver la possibilité d'approfondir le canal sans entraves. Il sera suivi des tunnels routiers Saint-Rémi (1951) et Atwater (1952) puis du tunnel du métro (1978).

### Schéma

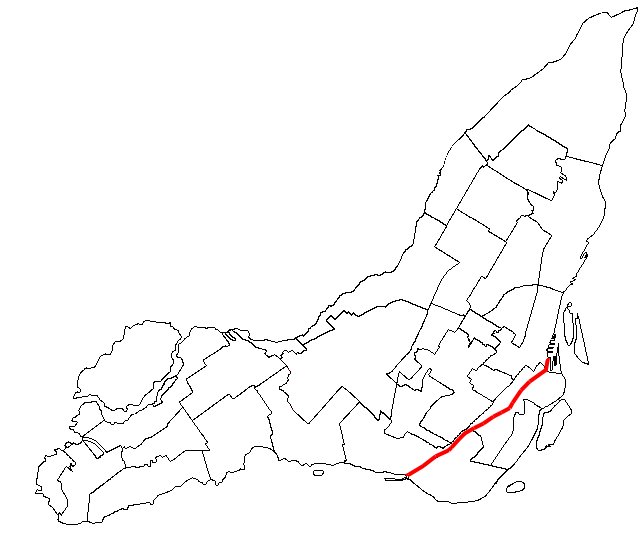
Situation sur l’île de Montréal.

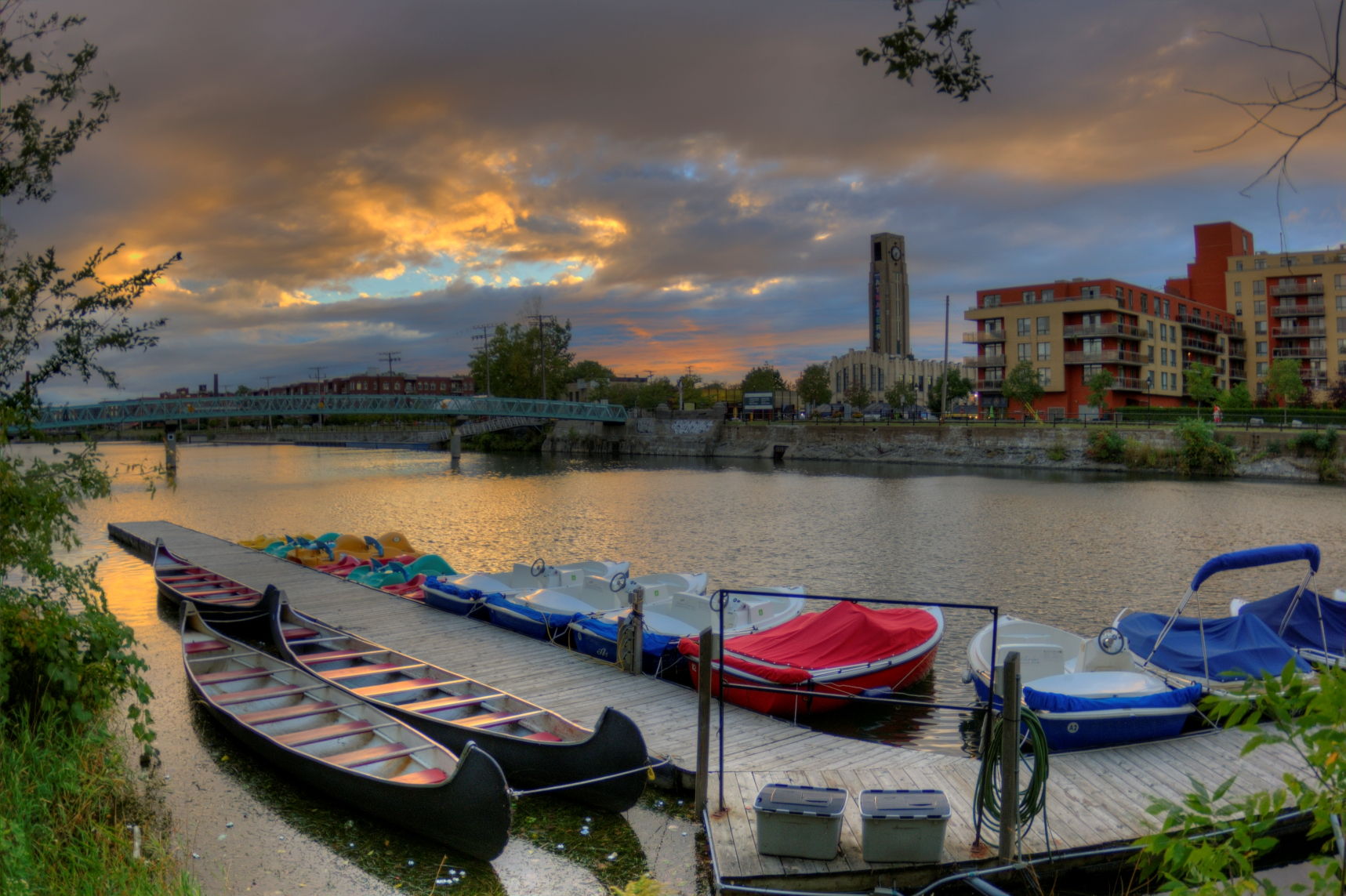
La passerelle Atwater.

D'ouest en est (sens du courant) les traversées sont,:

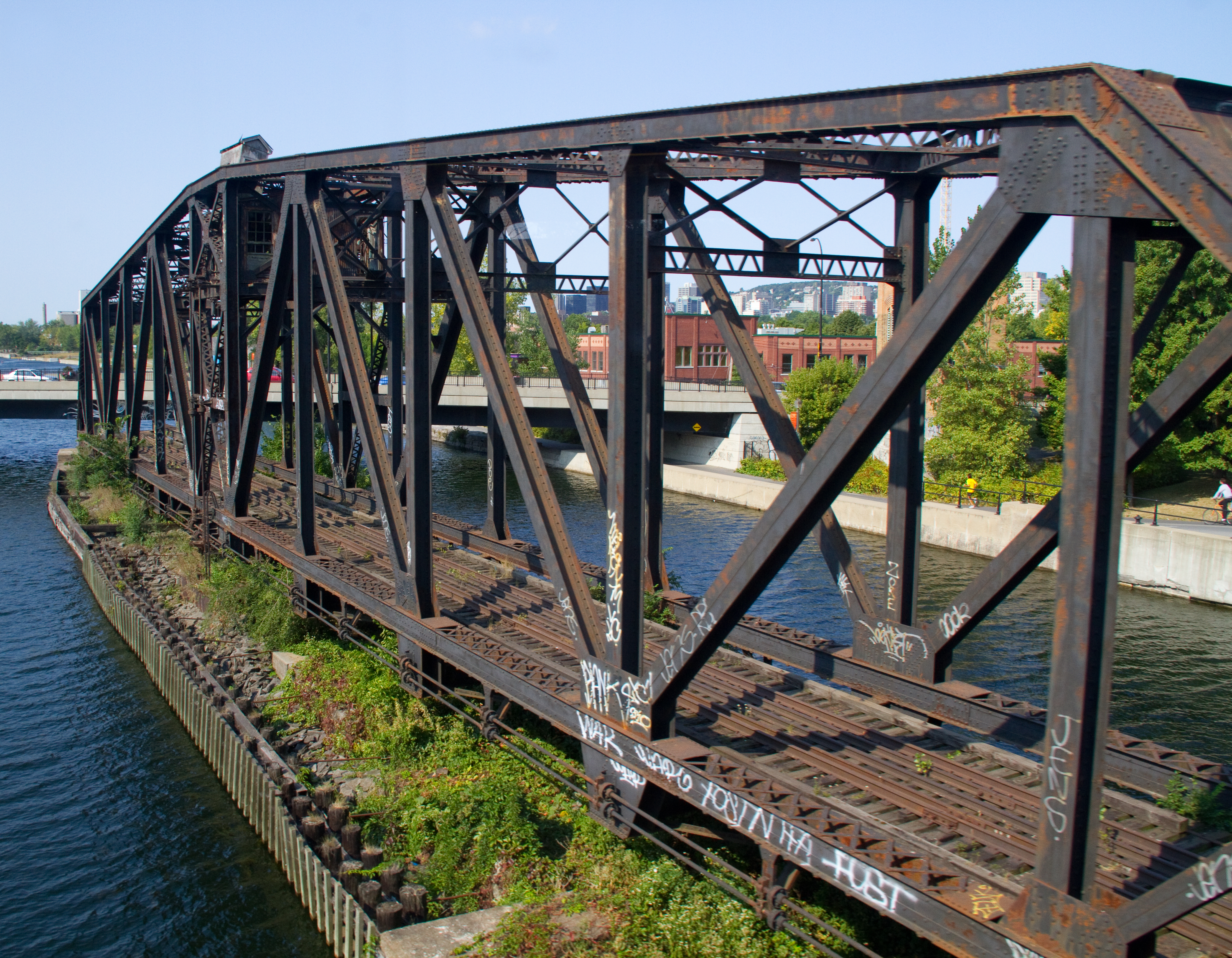
Pont tournant du Port (abandonné).

| uVEEg |

| ubSHI2lr |

| uddSTRr | uddSTRl |

| uexSKRZ-G2u | uSTR |

| uexSTR | uSTR |

| uexSKRZ-G2hl | uSKRZ-G2hr |

| ubSHI2+lxr |

| umKRZu |

| uSKRZ-G4h |

| uSKRZ-G1u |

| uSKRZ-G1u |

| uSKRZ-G1u |

| uSKRZ-G2u |

| uSKRZ-G1u |

| uSKRZ-G2u |

| uSKRZ-G1u |

| uSKRZ-G4h |

| ubSHI2lxr |

| uexSTR | uSTR |

| ubSHI2+lxr |

| uSKRZ-G4o |

| uSKRZ-G1u |

| umKRZu |

| uSKRZ-G4o |

| uSKRZ-G1u |

| uSKRZ-G2u |

| umKRZt |

| ubSHI2lxr |

| uexSKRZ-G2hl | uSKRZ-G2hr |

| uexSTR | uSTR |

| ubSHI2+lxr |

| uHST |

| uSKRZ-G2u |

| umKRZt |

| uTOLL |

| umKRZu |

| umKRZu |

| uHST |

| uWEIRl |

| uSKRZ-G4h |

| ubSHI2lxr |

| uexSKRZ-G2hl | uSKRZ-G2hr |

| uexSTR | uSTR |

| uexSTR | uSTR |

| uexSTR | uSTR |

| uxmKRZhl | umKRZhr |

| ubSHI2+lxr |

| uSTR |